# Whispering Pines (singel The Band)
Whispering Pines - utwór kanadyjskiej grupy rockowej The Band, który znalazł się w albumie The Band (znanym także jako "Brązowy album") w roku 1969.
Rolę wokalisty i głównego klawiszowca przejął w nim Richard Manuel.
Tematem utworu jest poczucie samotności i wewnętrznej pustki (Inside my lonely room, there is no between) bohatera czekającego na miłość. Podmiot nie mówi o konkretnej osobie, raczej nakreśla subtelny wizerunek oczekiwanej miłości (If you find me in a gloom, or catch me in a dream). Samotność i kreacja idealnego uczucia znajdują ekwiwalenty w rozmaitych obrazach (Let the waves rush in, let the seagulls cry etc). Bohater utworu nieustannie waha się między dającą siłę nadzieją, pochwałą życia i (wyniszczających skądinąd) uczuć a dekadenckim nastrojem. Wpierw słyszymy bowiem: Reaching for the clouds,      for nothing else remains (Wyciągając w górę rękę, by wycisnąć chmury z ostatnich kropel deszczu) - a potem: Try looking through a haze at an empty house, in the cold, cold sun (Próbuję spojrzeć przez opary na pusty dom w zimnym słońcu). "Opary" można tu również odczytywać jako aluzję stosowania narkotyków.